# Вааль (Баварія)
Вааль (нім. Waal) — громада в Німеччині, знаходиться в землі Баварія. Підпорядковується адміністративному округу Швабія. Входить до складу району Остальгой. Складова частина об'єднання громад Бухле.
Площа — 27,93 км2. Населення становить 2353 ос. (станом на 31 грудня 2020).